# Богуславська міська територіальна громада
Богуславська міська територіальна громада — територіальна громада в Україні, в Обухівському районі Київської області. Адміністративний центр — місто Богуслав.
Площа громади — 493,32 км², населення — 25 404 особи (2023).
Утворена 12 червня 2020 року шляхом об'єднання Богуславської міської ради та Біївецької, Вільховецької, Дибинецької, Ісайківської, Киданівської, Мисайлівської, Москаленківської, Розкопанецької, Саварської, Синицької, Тептіївської, Хохітвянської, Шупиківської сільських рад Богуславського району.

## Населені пункти
У складі громади 1 місто (Богуслав) і 25 сіл:
- Біївці
- Бородані
- Вільховець
- Дешки
- Дибинці
- Івки
- Ісайки
- Калинівка
- Карандинці
- Киданівка
- Лютарі
- Мисайлівка
- Москаленки
- Половецьке
- Поташня
- Розкопанці
- Саварка
- Семигори
- Синиця
- Тептіївка
- Туники
- Хохітва
- Чайки
- Шупики
- Яцюки

## Старостинські округи
- Біївецький
- Вільховецький
- Дибинецький
- Ісайківський
- Киданівський
- Мисайлівський
- Москаленківський
- Розкопанецький
- Саварський
- Тептіївський
- Хохітвянський
- Шупиківський